# Strumigenys claviseta
Strumigenys claviseta (лат.) — вид мелких земляных муравьёв рода Strumigenys из подсемейства Myrmicinae (Attini, ранее в Dacetini). Встречается в Юго-Восточной Азии: Вьетнам (провинция Донгнай), национальный парк Cat Tien National Park; 11,37623° N, 107,50349° E).

## Этимология
Название вида дано по наличию булавовидных прямостоячих волосков. Название образовано путем соединения приставки «clavi» («булавовидный») и именительного падежа единственного числа латинского существительного «seta» («щетинка»).

## Описание
Мелкие муравьи (длина около 2 мм) с сердцевидной головой, расширенной кзади. Проподеум угловатый с парой зубцов. Обладают вытянутыми треугольными жвалами (длина головы рабочих HL 0,51—0,55 мм, ширина головы HW 0,38—0,40 мм, мандибулярный индекс MI 18—20). Усики 6-члениковые. Включён в видовую группу S. rostrata. От близких видов отличаются следующими признаками: верх головы с прижатыми обратнояйцевидными волосками; глаз редуцирован до одного омматидия; пронотальная плечевая щетинка длинная и булавовидная; в профиль, около затылочного края две булавовидные прямые щетинки; мезонотальная сторона, петиолярный узел и первый тергит брюшка с аналогичными волосками; вся поверхность мезосомы гладкая и блестящая, кроме морщинистого мезонотального дорзума (который ареолизирован).
Основная окраска коричневая. Стебелёк между грудкой и брюшком состоит из двух члеников: петиолюса и постпетиолюса (последний чётко отделён от брюшка), жало развито. Предположительно, как и близкие виды, специализированные охотники на коллембол. Вид был впервые описан в 2023 году мирмекологами из Гонконга Kit Lam Tang (School of Biological Sciences, Гонконгский университет, Гонконг, Китай) и Benoit Guénard.